# Gud, lär mig dock besinna
Gud, lär mig dock besinna är en psalm från 1819 diktad av Johan Olof Wallin. Psalmen bygger på psaltaren 39.
|  |
|  |

## Publicerad i
- 1819 års psalmbok som nummer 448 under rubriken "Med avseende på de yttersta tingen. Livets korthet och dödens visshet".[1]